# Phycothais
Phycothais is een geslacht van weekdieren uit de klasse van de Gastropoda (slakken).

## Soorten
- Phycothais botanica (Hedley, 1918)
- Phycothais reticulata (Blainville, 1832)
- Phycothais texturata (E. A. Smith, 1904)